# Гонтье, Эмиль
Эмиль Эжен Гонтье (фр. Émile Eugène Gontier; 14 ноября 1877, Аржантёй — 1947) — французский легкоатлет, выступавший в прыжках с шестом, толкании ядра и метании копья. Участник летних Олимпийских игр 1900 года.

## Биография
Эмиль Гонтье родился 14 ноября 1877 года во французском городе Аржантёй.
Выступал в легкоатлетических соревнованиях за «Аржантёй». Шесть раз становился чемпионом Франции в толкании ядра (1897), прыжках с шестом (1898, 1900—1901) и метании диска (1898, 1901). Кроме того, трижды был вторым в прыжках с шестом (1896—1897, 1899).
Был рекордсменом Франции: в прыжках с шестом в 1898 году улучшал рекорд с 2,985 метра до 3,00, в метании диска в 1897 году с 24,69 по 30,69, в 1898 году — с 31,09 по 31,47.
В 1900 году вошёл в состав сборной Франции на летних Олимпийских играх в Париже. В прыжках с шестом поделил 4-6-е места, показав результат 3,10 и уступив 20 сантиметров завоевавшему золото Ирвингу Бакстеру из США. В метании диска занял в квалификации 13-е место, показав результат 30,00 и уступив 3,65 метра попавшему в финал с 5-го места Режё Кретье из Венгрии.
Умер в 1947 году.

## Личный рекорд
- Прыжки с шестом — 3,10 (15 июля 1900, Париж)[2]